# Hendrick Avercamp
Hendrick Avercamp (1585 - 15 mai 1634), est un peintre néerlandais.

## Biographie
Né à Amsterdam (Pays-Bas) non loin de la « Nieuwe Kerk », Avercamp est baptisé le 27 janvier 1585 dans la « Oude Kerk » de la ville. Il est atteint de mutisme. Son père Barent Hendricksz Avercamp (c. 1557 - 1603) avait épousé en 1583 Beatrix Pietersdr Vekemans (1560/62 - 1634), la fille du directeur de l'école latine où il enseignait. L'année suivante il est enregistré comme apothicaire venu de Frise et s'établit comme tel en 1586 dans la « Oude Straat » de Kampen (Pays-Bas). Le frère de Hendrick Avercamp, Lambert, succéda à leur père comme apothicaire, un autre frère étudia la médecine.
Pour son éducation artistique, Avercamp fut envoyé en formation à Amsterdam chez le portraitiste et peintre d'histoire danois Pieter Isaacks (en) (1569 - 1625). Les peintres d'Anvers Adriaen (1587 - 1658) et Willem van Nieulandt (1584 - 1635) furent également ses élèves. Dans la vente précédant le retour en 1607 de Pieter Isaacks au Danemark auprès de Christian IV, Avercamp est identifié parmi les acheteurs comme « le muet de Pieter Isaacks ». Aucune indication ne permet de supposer que « Hendrick Avercamp le muet », selon un autre document de 1622, ou, selon son surnom ultérieur, « de Stomme van Kampen » (« le muet de Kampen ») soit également sourd. En 1633 sa mère, considérant que son fils aîné, « muet et misérable », qui n'était pas marié, pourrait être incapable de vivre avec sa part d'héritage, stipula qu'il devrait recevoir toute sa vie une somme annuelle de cent couronnes prise sur le capital de la famille.
Les plus anciennes œuvres datées d'Avercamp sont de 1601. Durant ses années de formation il est influencé par la peinture de paysage pratiquée à Amsterdam par les peintres flamands installés à Amsterdam, Gillis van Coninxloo (1544 - 1607) et David Vinckboons (1576 - 1633), dont on a avancé sur des bases stylistiques qu'il aurait pu être un autre professeur d'Avercamp. Les premiers dessins que l'on connaisse d'Avercamp s'inscrivent en effet dans cette tradition et rappellent aussi Hans Bol (1534 - 1593). Il existe également des rapports entre ses premières œuvres et celles de son camarade de Kampen, Gerrit van der Horst (1581/2 - 1629).
Avercamp retourne vraisemblablement à Kampen en 1613. Des historiens ont développé l'hypothèse de voyages ultérieurs sur la Méditerranée, qui semble improbable. Avercamp connut une grande popularité de son vivant. Il vendait ses dessins, dont beaucoup colorés d'un mélange d'aquarelle et de gouache, selon une technique déjà utilisée par Pieter Brueghel l'Ancien, comme images à coller dans des albums de collection. Hendrick Avercamp mourut à Kampen où il fut enterré à la « Sint Nicolaaskerk ».

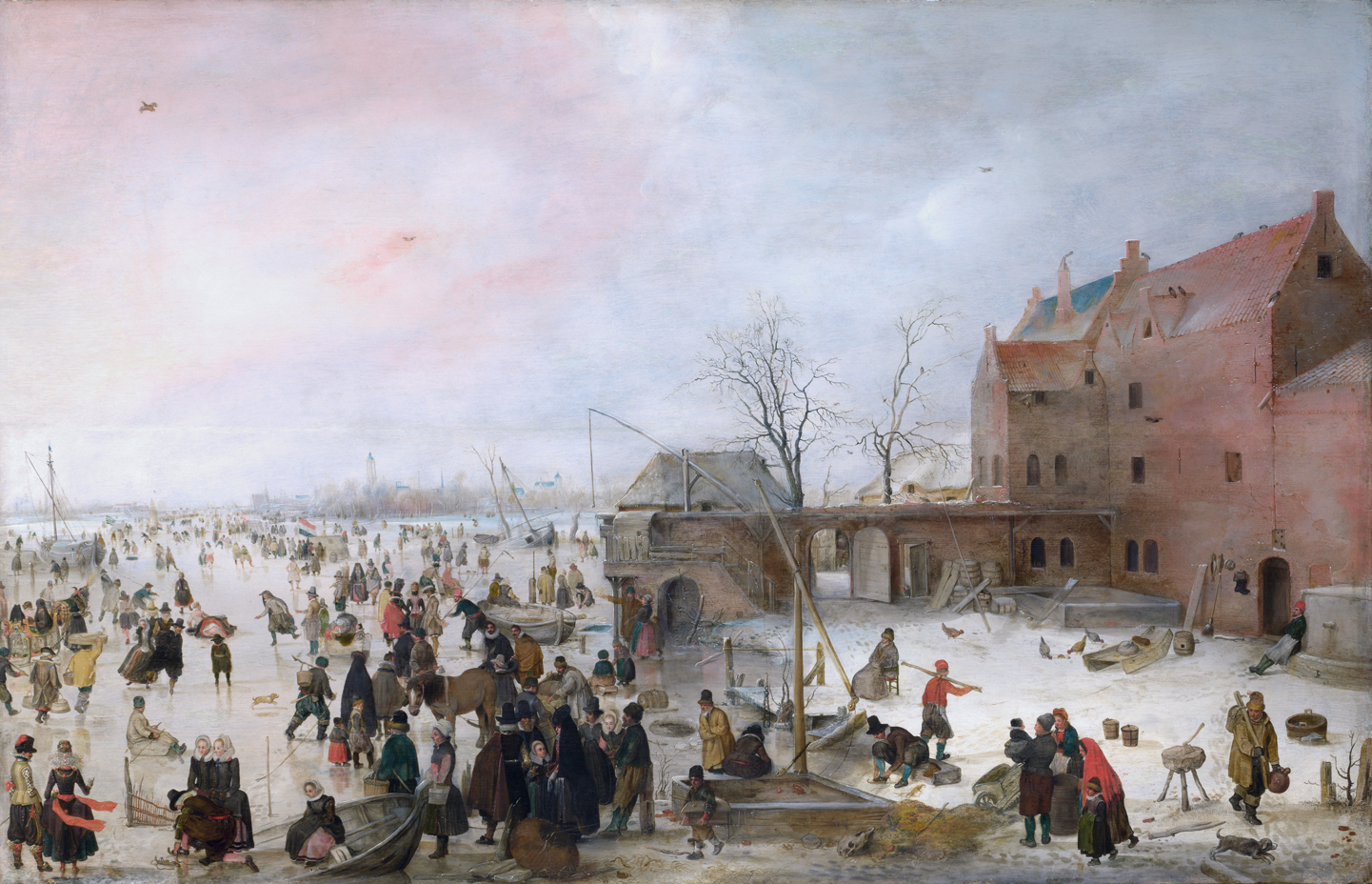
Scène sur la glace près d'une ville, 1610, 58 × 89.8 cm, National Gallery, Londres

## Œuvre
Avercamp est l'un des grands peintres de l'école hollandaise du XVIIe siècle, spécialiste comme nul autre des paysages ou scènes d'hiver, des environs de Kampen et de la rivière Ijsel. Les tableaux vivants et colorés d'Avercamp, sur des formats réduits tout en largeur, mettent en scène de nombreux personnages de toutes classes finement dessinés, dans leurs divertissements ou leurs travaux quotidiens. Par ses évocations des effets subtils de la lumière hivernale et la minutie de ses représentations, Avercamp est considéré comme un grand observateur, bien qu'il n'ait probablement jamais, ou seulement très rarement, songé à figurer des lieux en reproduisant strictement la réalité.
Ses œuvres les plus anciennes manifestent son intérêt pour les détails narratifs dans le goût de Pieter Brueghel l'Ancien, créateur, dans la tradition des calendriers illuminés, du genre particulier du paysage hivernal, dont il a dû connaître à Amsterdam le Paysage d'hiver avec patineurs et trappe à oiseaux (1565, Musées royaux des beaux-arts de Belgique) ou l'une de ses copies réalisées dans l'atelier de Pieter Bruegel le Jeune. Ainsi rencontre-t-on souvent, dispersés au milieu de la multitude de promeneurs, patineurs ou joueurs de golf représentés, quelques éléments triviaux familiers à la tradition flamande, hommes faisant leur besoin, femme venant de tomber dans une position impudique, couple enlacé. On retrouve semblablement chez Avercamp des éléments caractéristiques de la technique de Pieter Brueghel l'Ancien, perspective à vol d'oiseau et horizons haut placés, lacis décoratif des branches de très grands arbres dénudés, rythmes de la progression spatiale depuis les premiers plans, éparpillement de la couleur dans la composition.
Il est probable qu'Avercamp s'inspire aussi, dans les formes des fermes et granges qu'il peint, des séries de gravures de Jérôme Cock (1507-1570) publiées à Anvers en 1559 et 1561 d'après les dessins de l'anonyme « Maître des petits paysages », réimprimées par Théodore Galle à Anvers en 1601 et par Claes Jansz Visscher (c. 1550 - 1681) à Amsterdam en 1612. Il a dû également observer les scènes dessinées par Visscher illustrant les bords de cartes de Hollande publiées en 1608 par Willem Jansz. Blaeu (1571 - 1638) et en 1610 par Pieter van den Keere à Amsterdam.
Bateaux pris dans la glace, moulins, fermes et granges, brasseries, châteaux (le peintre est le premier à intégrer le motif flamand dans ses compositions), maisons et églises, sont les éléments qui reviennent régulièrement dans les peintures d'Avercamp. Plusieurs sont réalisées sur des panneaux ronds et Avercamp fut peut-être le premier artiste hollandais à adopter, probablement avant 1610, cette innovation, populaire au XVIe siècle en Flandres. 
Dans sa maturité, tandis que l'horizon de ses peintures s'abaisse à partir de 1609 et que s'effacent les arbres et les maisons qui enserrent l'espace de ses tableaux, Avercamp s'attache davantage à l'évocation de la lumière hivernale, rose ou dorée, filtrée par les brumes qui dissolvent les lointains. Son apport est considéré comme essentiel dans le développement de la peinture hollandaise de paysage.
Avercamp a réalisé de nombreux dessins de personnages et de paysages dont il s'est souvent servi comme d'études préparatoires. Le peintre Jan van de Cappelle (1619-1679) possédait ainsi à sa mort dans sa collection neuf cents dessins d'Avercamp.
Barend Avercamp (Kampen 1612-1672 ou 1679), neveu et élève d'Hendrick Avercamp ou son frère cadet, travailla dans le même style que lui, sur des sujets assez semblables, mais, estime-t-on, avec moins d'esprit. Arent Arentsz dit Cabel (1585/86 - 1635) et Dirck Hardenstein II (1620 - après 1674) sont placés parmi ses autres suiveurs ainsi qu'Adam van Breen (c. 1585 - 1642/48), Esaias van de Velde (c. 1590 - 1630), Aert van der Neer (1603/4 - 1677) et Christoffel van Berghe.

## Jugements
« Cependant ces petits maîtres amenuisèrent leurs images à l'anecdote amusante de promeneurs, de patineurs, d'un repas de paysans. Conteurs et indifférents à l'unité d'impression, ils ne résistèrent pas à la joie d'une tache vive, un vermillon qui étonne parmi les gris et les blancs. Ils n'ont surtout jamais fait qu'un paysage indéfiniment répété, Arent Arentsz des pêcheurs dans les polders, Avercamp le patinage. »
Robert Genaille
«... Hendrick Avercamp, le meilleur peintre des scènes d'hiver... »
La vie en Hollande au XVIIe siècle

## Marché de l'art
- Une Scène d'hiver animée d'Avercamp (huile sur panneau, 53,5 × 94,5 cm) a été vendue 8,68 M$ le 22 janvier 2004 par Sotheby's à New York[9].
- Un Paysage d'hiver d'Avercamp a été vendu 759 500 € à l'Hôtel Drouot (Paris) le 17 juin 2005[10].
- Paysage d'hiver avec de nombreux patineurs (huile sur panneau, 69,2 x 109 cm) a été vendu 5 010 500 £ le 9 juillet 2014 par Sotheby's à Londres[11].
- Paysage d'hiver (huile sur panneau, 44,5 x 60,5 cm) est proposé à la vente par Hampel (Munich) le 27 juin 2024[12].

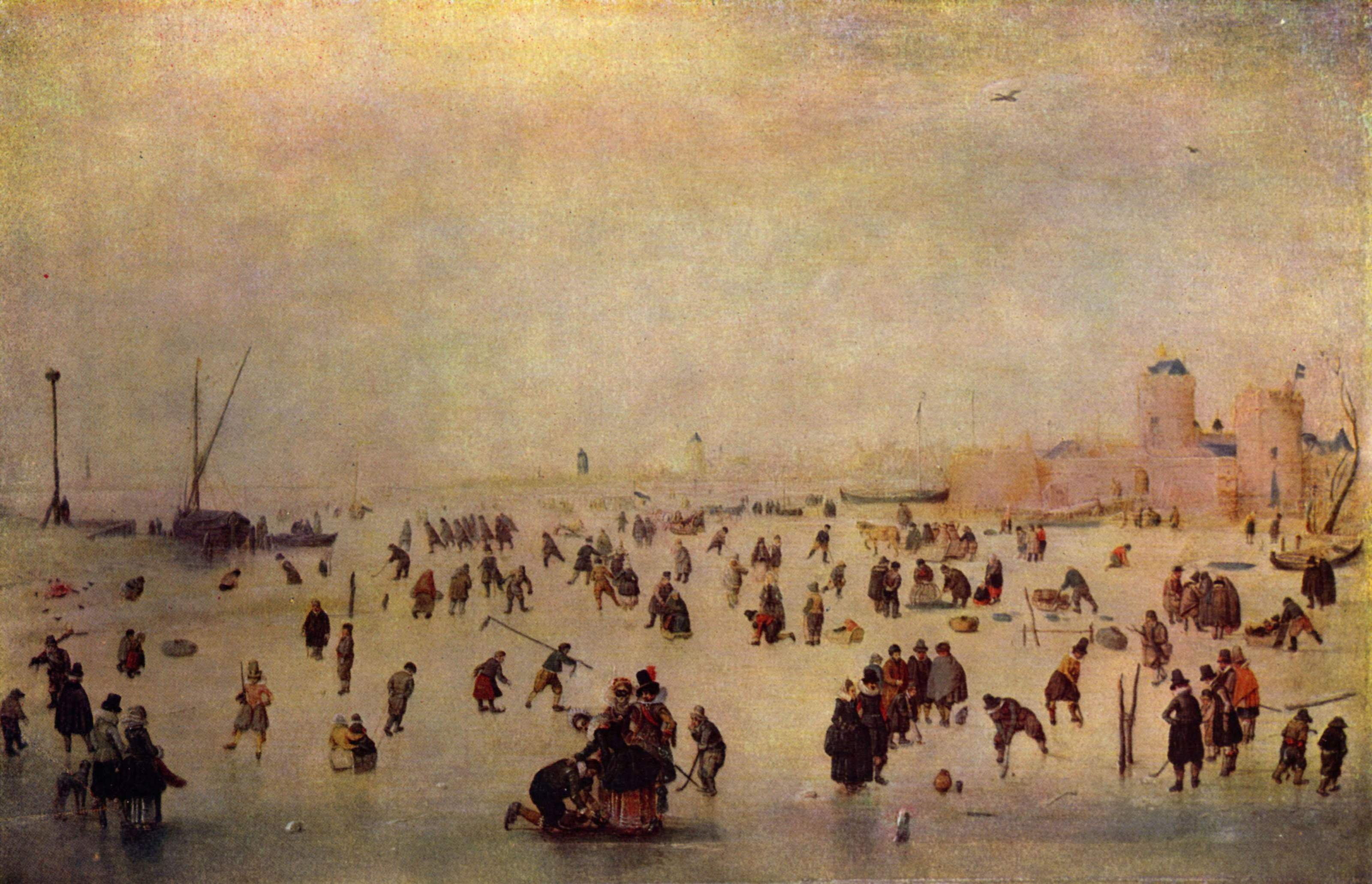
Patineurs, c. 1615, Musée Pouchkine, Moscou

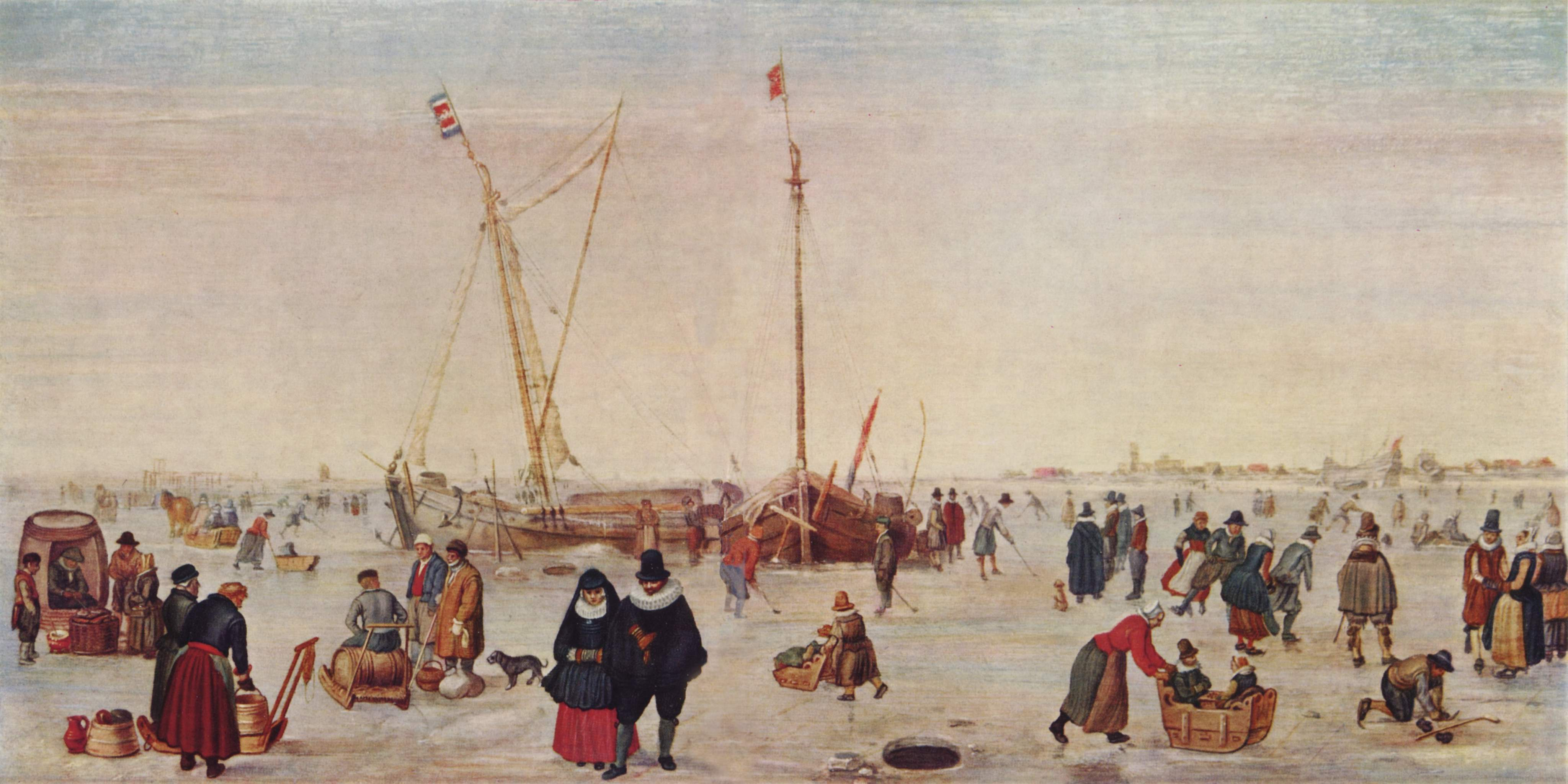
Paysage d'hiver, c. 1620, Musée Boymans-van Beuningen, Rotterdam

## Musées et collections
Allemagne
- Staatliche Museen, Berlin
- Wallraf-Richartz museum, Cologne : Paysage d'hiver, 1605-10,
- Staatlich Museen, Schwerin : Paysage de neige, WebMuseum

Autriche
- Kunsthistorisches museum, Vienne, Autriche : Paysage d'hiver, WebMuseum

États-Unis
- Saint Louis art museum, Missouri, Patinage près d'une ville, c. 1610-1620
- National Gallery of Art, Washington DC : Scène sur la glace, c. 1625 )
- Toledo Museum of Art, Toledo (Ohio), Ohio : Scène d'hiver sur un canal, Webmuseum

France
- Paysage fluvial devant la ville de Kampen, vers 1620-1625, huile sur panneau, ainsi qu'un certain nombre de dessins, dont le plus ancien connu d'Avercamp, daté du 28 janvier 1613, sont conservés dans la collection Frits Lugt de la Fondation Custodia à de Paris.
- Les plaisirs de l'hiver, vers 1620-1630, huile sur cuivre, M.N.R., œuvre récupérée à la fin de la seconde guerre mondiale, dépôt du musée du Louvre, on attente de sa restitution à ses légitimes propriétaires, Gray (Haute-Saône), musée Baron-Martin.

Grande-Bretagne
- National Gallery, Londres : Scène sur la glace près d'une ville, vers 1615  et Scène d'hiver avec des patineurs près d'un château, 1608-9
- National Gallery of Scotland, Édimbourg : Paysage d'hiver avec personnages
- La reine Élisabeth II possède une remarquable collection d'œuvres d'Avercamp au château de Windsor.

Hongrie
- Musée des Beaux-Arts, Budapest : Paysage de neige avec patineurs, WebMuseum

Irlande
- National Gallery of Ireland, Dublin : Scène sur la glace, après 1620

Italie
- Pinacoteca Ambrosiana, Milan : Paysage d'hiver,

Norvège
- Billedgalleri, Bergen, Norvège : Paysage d'hiver, 1608

Pays-Bas
- Rijksmuseum, Amsterdam' : Paysage d'hiver', c. 1608 ; WebMuseum (avec détails)  et Scène d'hiver, c. 1630-34, WebMuseum )
- Musée Teyler, Haarlem : Scène sur la glace (aquarelle), Webmuseum
- Mauritshuis, La Haye : L'Hiver, c. 1610, WebMuseum
- Musée Kröller-Müller, Otterlo : Scène de glace, WebMuseum
- Musée Boymans-van Beuningen, Rotterdam : Scène d'hiver, c. 1620 commons:Image:Hendrik Avercamp 003.jpg

Russie
- Musée Pouchkine, Moscou : Patineurs, c. 1615 commons:Image:Hendrik Avercamp 001.jpg

Suisse
- Musée d'art et d'histoire, Genève : Scène d'hiver à Yselmuiden, c. 1613, WebMuseum
- Lausanne.
- Collections privées : Golf sur la rivière Ijsel gelée, près de Kampen (encre brune et aquarelle)[13]

## Divers
Bernard Ceysson met en rapport certains aspects des peintures non-figuratives de Manessier (les « paysages hollandais » de 1955-1956, peints après un voyage du peintre en février 1955) avec l'œuvre d'Avercamp. Fête en Zeeland (1955, Hambourg Kunsthalle) lui paraît ainsi « devoir être mis en parallèle avec L'Hiver d'Hendrick Avercamp ». « On sait », ajoute-t-il, « que Manessier a peint, en hommage à cet artiste, une petite étude », datée 1969, « reprenant dans sa forme en tondo celle de Scène d'hiver avec patineurs près d'un château » (Mauritshuis, La Haye).
D'autres peintures de Manessier appartenant à cette série pourraient être également rapprochées des œuvres d'Avercamp, notamment Près de Haarlem (Musée des beaux-arts de Dijon), -12 (Tate Gallery, Londres), Février près de Haarlem (Berlin nationalgalerie), Canaux argentés, Canal en fête, Petit paysage hollandais et Polders enneigés, tous peints en 1956.